# Manoel João Francisco
Manoel João Francisco (ur. 5 września 1946 w Machados) – brazylijski duchowny rzymskokatolicki, w latach 2014–2022 biskup Cornélio Procopió.

## Życiorys
Święcenia kapłańskie przyjął 8 grudnia 1973 i został inkardynowany do archidiecezji Florianópolis. Przez wiele lat pracował jako duszpasterz parafialny, był także m.in. wykładowcą i dyrektorem archidiecezjalnego instytutu teologicznego oraz wiceprzewodniczącym stowarzyszenia brazylijskich liturgistów.
28 października 1998 papież Jan Paweł II mianował go biskupem Chapecó. Sakry biskupiej udzielił mu 21 lutego 1999 abp Eusébio Scheid.
26 marca 2014 został przeniesiony na urząd biskupa Cornélio Procópio, a 1 czerwca 2014 kanonicznie objął diecezję.
22 czerwca 2022 papież Franciszek przyjął jego rezygnację z pełnionego urzędu, złożoną ze względu na wiek.